# Ошека Максим Петрович
Макси́м Петро́вич Оше́ка (14 жовтня 1991 — 16 жовтня 2014) — молодший сержант Збройних сил України. Учасник російсько-української війни.

## Життєвий шлях
Народився 1991 року в місті Миргород (Полтавська область). Закінчив миргородську ЗОШ № 3, 2012-го — Полтавську державну аграрну академію, спеціальність — облік і аудит.
2013 року призваний на строкову військову службу, військова частина А 0139, Київ. По закінченні строкової служби залишився за контрактом.
Командир відділення, 101-ша окрема бригада охорони ГШ.
15 жовтня 2014-го під час виконання бойового завдання зазнав важких поранень в місті Артемівськ. 16 жовтня 2014 року помер в лікарні.
Похований в місті Миргород.
Без сина лишилась мама Інна Михайлівна.

## Нагороди та вшанування
За особисту мужність і героїзм, виявлені у захисті державного суверенітету та територіальної цілісності України, вірність військовій присязі під час російсько-української війни, відзначений — нагороджений
- орденом «За мужність» III ступеня (посмертно)
- відкрито меморіальну дошку в Полтавській аграрній академії
- Його портрет розміщений на меморіалі «Стіна пам'яті полеглих за Україну» у Києві: секція 4, ряд 4, місце 39
- Почесний громадянин міста Миргорода (посмертно; рішення Миргородської міської ради № 6 від 17 березня 2017 року)